# Regne del Logo
El regne del Logo fou un estat khassonké fundat per Dra Makan Sissoko, originari del Diébé (Kéniéba).
El regne del Logo era hostil a la penetració colonial francesa. La capital Sabouciré formava un obstacle que cali saltar per prosseguir l'expansió colonial cap a Bafoulabé. Logo estava a més enfrontat amb el rei del Khasso, fidel aliat de França. El sobirà del Logo suposava que el seu domini era massa lluny de Saint Louis del Senegal per ser atacat pels francesos però l'11 de setembre de 1878 les tropes franceses dirigides pel tinent coronel Reybaud van sortir de la capital francesa i van arribar a Sabouciré el 22 de setembre 1878; les formaven 585 homes, 4 canons i 80 cavalls; durant cinc hores es va lliurar la batalla de Sabouciré contra les forces del rei Niamodi Sissoko. Al final del combat (amb 13 morts i 51 ferits entre els francesos i 150 morts entre els nadius del Logo, dels quals el rei Niamodi) els francesos van obtenir la victòria. Fou la primera batalla que va marcar la resistència a la penetració francesa al que avui dia és Mali. El regne fou annexionat per França.